# Campeonato de Australasia 1920
Lista de los campeones del Abierto de Australia de 1920:

## Individual masculino
Pat O'Hara Wood (AUS) d. Ronald Thomas (AUS),  6–3, 4–6, 6–8, 6–1, 6–3

## Dobles masculino
Pat O'Hara Wood/Ronald Thomas (AUS)
| Predecesor: 1919                                       | Abierto de Australia 1920 | Sucesor: 1921                         |
| Predecesor: Campeonato nacional de Estados Unidos 1919 | Grand Slam 1920           | Sucesor: Campeonato de Wimbledon 1920 |

- Datos: Q2610221